# هامور أربد
هامور أربد (الاسم العلمي Epinephelus erythrurus)، نوع من الهامور وفصيلة القرفصية. يعيش في المياه المالحة ومصبات الأنهار.